# Ommatius bipartitus
Ommatius bipartitus är en tvåvingeart som beskrevs av Scarbrough 1985. Ommatius bipartitus ingår i släktet Ommatius och familjen rovflugor.
Artens utbredningsområde är Kuba. Inga underarter finns listade i Catalogue of Life.